# Tetraphalerus oligocenicus
Tetraphalerus oligocenicus is een keversoort uit de familie Ommatidae. De wetenschappelijke naam van de soort is voor het eerst geldig gepubliceerd in 1962 door Crowson.